# Ocotea pajonalis
Ocotea pajonalis är en lagerväxtart som beskrevs av Van der Werff. Ocotea pajonalis ingår i släktet Ocotea och familjen lagerväxter. Inga underarter finns listade i Catalogue of Life.